# Leucospis imitans
Leucospis imitans är en stekelart som beskrevs av Boucek 1974. Leucospis imitans ingår i släktet Leucospis och familjen Leucospidae.
Artens utbredningsområde är Paraguay. Inga underarter finns listade i Catalogue of Life.